# Шлейфер Андрій Маркович
Андрій Маркович Шлейфер (англ. Andrei Shleifer; 20 лютого 1961, м. Москва, РСФСР, СССР) — американський економіст радянського походження. Професор економіки в Гарвардському університеті, де викладав з 1991 року. Шлейфер був нагороджений медаллю Джона Бейтса Кларка в 1999 році за його основні роботи у трьох галузях: корпоративні фінанси (корпоративне управління, право та фінанси), економіка фінансових ринків (відхилення від ефективних ринків) та економіка перехідного періоду. IDEAS / RePEc визнали його найкращим економістом у світі , а також його визнали № 1 у списку «Найбільш цитовані вчені в галузі економіки та бізнесу».

## Біографія
Народився А. Шлейфер в єврейській родині, в Москві, де сім'я проживала в районі Сокольники, на вулиці Маленковській. У 1976 році підлітком емігрував разом з батьками в США до Рочестера, штат Нью-Йорк, де навчався у загальноосвітній школі та вивчав англійську мову з епізодів серіалу «Ангели Чарлі». Потім він вивчав математику, здобув ступінь бакалавра (1982) Гарвардського університету; після цього він пішов в аспірантуру з економіки, здобувши ступінь доктора філософії (1986) Массачусетського технологічного інституту. Викладав в Прінстоні (1986-87), Чиказькому університеті (1987-91; професор з 1989) і Гарварді (з 1991). Нагороджений медаллю Дж. Б. Кларка (1999). Почесний член Мюнхенхенського Центру економічних досліджень (2004). На травень 2010 року має максимальний серед всіх економістів індекс цитування Хірша за версією RePEc
 — 54.

## Діяльність
Найбільш рання Шлейфера була в галузі фінансової економіки і стосувалася проблем поведінкових фінансів. Він також писав впливові праці з політичної економії, економіки перехідного періоду та економічного розвитку, співпрацюючи зі своїми колишніми колегами в Чикаго — Кевіном М. Мерфі та Робертом В. Вішні. Їх стаття «Індустріалізація та великий поштовх» була визнана Полом Кругманом великим проривом, який закінчив «тривалий спад теорії розвитку».
Разом із співавторами Рафаелем Ла Портою, Симеоном Дянковим та Флоренсіо Лопес де Сіланес Шлейфер також зробив значний внесок у вивчення корпоративного управління .
В останні роки його дослідження зосереджувались на теорії правового витоку (також іноді відомій як теорія права та фінансів), яка стверджує, що правова традиція, якої дотримується країна (наприклад, загальне право або різні типи цивільного права), є важливим фактором, що визначає динаміку розвитку країни і його фінансових аспектів, зокрема.
Як претендента на медаль Кларка  його характеризують як «чудового економіста, який працює за старою чиказькою традицією, будуючи прості моделі, підкреслюючи основні економічні механізми та ретельно розглядаючи факти…  Темою, яка повторюється в його дослідженнях є відповідна роль ринків, установи та уряду».

### Макроекономічні моделі з корупційною складовою
Модель Шлейфера-Вишні (1993)
Дана модель була розроблена в 1993 році спільно Андрієм Шлейфером і Робертом Вишні. У даній моделі розмір хабаря є ендогенним (що формується в рамках моделі) фактором; чиновник має можливість самостійно вибирати розмір хабаря з метою максимізації свого прибутку. Також чиновник може вибирати, скільки хабарів буде для нього найбільш вигідним з урахуванням дій інших корумпованих чиновників. В рамках моделі вважається, що при виборі оптимального рішення чиновниками використовується дана функція:
Q (bi + i)  → max bi
bi — розмір свого хабаря, i — розмір чужого хабаря.
Таким чином, оптимальне рішення для чиновника в рамках даної моделі залежить від дій інших чиновників — від кількості і розмірів отриманих ними хабарів. Дана модель наголошує на важливій ролі не тільки дій окремих чиновників, а й роботи корупційної системи, що складається з багатьох залежних один від одного чиновників, як єдиного цілого при формуванні принципів корупційної поведінки.

### Управління активами
У 1994 році Шлейфер заснував спільно з науковцями та спеціалістами з питань поведінкового фінансування Йозефа Лаконішка та Роберта Вішні фірму з управління грошима, що базується в Чикаго, відому як LSV Asset Management. Станом на лютий 2006 року вона управляла близько 50 млрд. доларів у кількісному портфелі власних акцій, хоча, згідно з вебсайтом фірми, Шлейфер продав свою частку власності.

## Скандал
На початку 90-х років Андрій Шлейфер очолював Гарвардський проєкт під егідою Гарвардського інституту міжнародного розвитку (HIID), який інвестував урядові кошти США в розвиток російської економіки. Шлейфер також був прямим радником Анатолія Чубайса, тодішнього віце-прем'єр-міністра Росії, який керував портфелем «Росимущество» (Комітет з управління державним майном) і був основним інженером російської приватизації. Також Шлейферу було доручено створити для Росії фондовий ринок, який би став ринком капіталу світового класу. У 1996 році скарги на Гарвардський проект змусили Конгрес розпочати розслідування Генеральної бухгалтерії, яке заявило, що Гарвардський інститут міжнародного розвитку (HIID) отримав «суттєвий контроль над програмою допомоги США».
У 1997 році Агентство США з міжнародного розвитку (USAID) скасувало більшу частину фінансування Гарвардського проекту після того, як розслідування показали, що найвищі посадові особи HIID Андрій Шлейфер та Джонатан Хей використовували свої позиції та інсайдерську інформацію для отримання прибутку від інвестицій на російських ринках цінних паперів. Серед іншого, Інститут економіки, заснованої на законі (ILBE), нібито використовувався для допомоги дружині Шлейфера Ненсі Циммерман, яка керувала гедж-фондом, який спекулював російськими облігаціями.
У серпні 2005 року Гарвардський університет, Шлейфер та Міністерство юстиції досягли угоди, згідно з якою університет заплатив 26,5 мільйона доларів для врегулювання п'ятирічного позову. Шлейфер також відповідав за виплату збитків на суму $ 28 500 000, хоча не визнав жодних протиправних дій.

## Книги
- Шлейфер А., Трейзман Д."Нормальна країна: Росія після комунізму" [Архівовано 20 квітня 2021 у Wayback Machine.]//Foreign Affairs, № 2, 2004
- Murphy K.M., Shleifer A., Vishny R. Industrialization and the big push [Архівовано 1 червня 2018 у Wayback Machine.]//NBER, Working Paper No. 2708, September 1988
- Boyko M., Shleifer A., Vishny R. Privatizing Russia [Архівовано 2 травня 2015 у Wayback Machine.], 1995
- Shleifer A. Inefficient Markets: An Introduction to Behavioral Finance. — Oxford, UK: Oxford University Press. 2000 — ISBN 0-19-829227-9
- Djankov S., La Porta R., Lopez-de-Silanes F., Shleifer A. The Regulation of Entry [Архівовано 2 червня 2018 у Wayback Machine.]//Національне бюро економічних досліджень, Working Paper No. 7892, September 2000
- Shleifer A., Treisman D. Without a Map: Political Tactics and Economic Reform in Russia, — The MIT Press, 2001 — ISBN 0-262-69269-4.2001
- Shleifer A., Treisman D. A Normal Country [Архівовано 2 червня 2018 у Wayback Machine.]//NBER, Working Paper No. 10057, October 2003
- Shleifer A., Treisman D. A Normal Country: Russia after Communism [Архівовано 11 травня 2021 у Wayback Machine.]//Journal of Economic Perspectives, vol. 19(1), 2005. pp. 151—174 — DOI 10.1257/0895330053147949.

З простого перерахування його книг видно, скільки уваги Шлейфер приділяв вивченню економіки країни, де він народився. За підсумками цих досліджень він прийшов до наступного висновку: «У порівнянні з іншими країнами, що знаходяться на схожому рівні економічного і політичного розвитку, Росія швидше відповідає нормі, ніж є винятком».

### Відомі висловлювання Андрія Шлейфера
• Росія — нормальна країна.
• Сьогодні в особі Росії , Захід має справу не з агресивним суперником, що наїжачився проти нього тисячами ядерних ракет, а з партнером, готовим до співпраці в тому, що стосується питань роззброєння, боротьби з тероризмом і приборкання громадянських воєн.
• Замість того щоб прагнути вилікувати Росію, Вашингтон повинен навчитися мати з нею справу …
• За 20 років рівень життя основної частини населення в більшості перехідних економік істотно підвищився, хоча офіційна статистика фіксує куди більш скромний прогрес, входячи в суперечність практично з усіма прямими показниками якості життя. Як і передбачали, капіталізм спрацював, рівень життя колосально зріс. Потрібно, однак, відзначити, що протягом певного періоду все виглядало похмуро. Урок: Майте віру — капіталізм дійсно працює.